# David Weir (Fußballspieler, 1970)
David Gillespie Weir (* 10. Mai 1970 in Falkirk) ist ein ehemaliger schottischer Fußballspieler und aktueller -trainer.

## Spielerkarriere
Der Innenverteidiger begann seine Fußballerkarriere in der Jugend vom Celtic Boys Club. 1992 wechselte er zum Topklub seiner Heimatstadt zum FC Falkirk. 1996 ging es weiter innerhalb Schottlands zu Heart of Midlothian. Ab Januar 1999 spielte Weir beim FC Everton in der englischen Premier League. Während der Winterpause der Saison 2006/2007 wurde er von den Glasgow Rangers verpflichtet, mit denen er 2008/09 sowie 2009/10 schottischer Meister wurde.

## Trainerkarriere
Am 10. Juni 2013 übernahm David Weir den Trainerposten beim englischen Drittligisten Sheffield United. Nach einem Fehlstart in die Football League One 2013/14 wurde Weir nach nur vier Monaten im Amt wieder entlassen.

## Erfolge
- Scottish League Challenge Cup: 1993
- Scottish FA Cup (3): 1998, 2008, 2009
- Schottischer Meister (3): 2008/09, 2009/10, 2010/11
- Teilnahme an der Fußball-WM 1998 in Frankreich
- Spieler des Jahres in der Scottish Premier League (Saison 2009/2010)[3]